# Клуб (Санкт-Петербург)

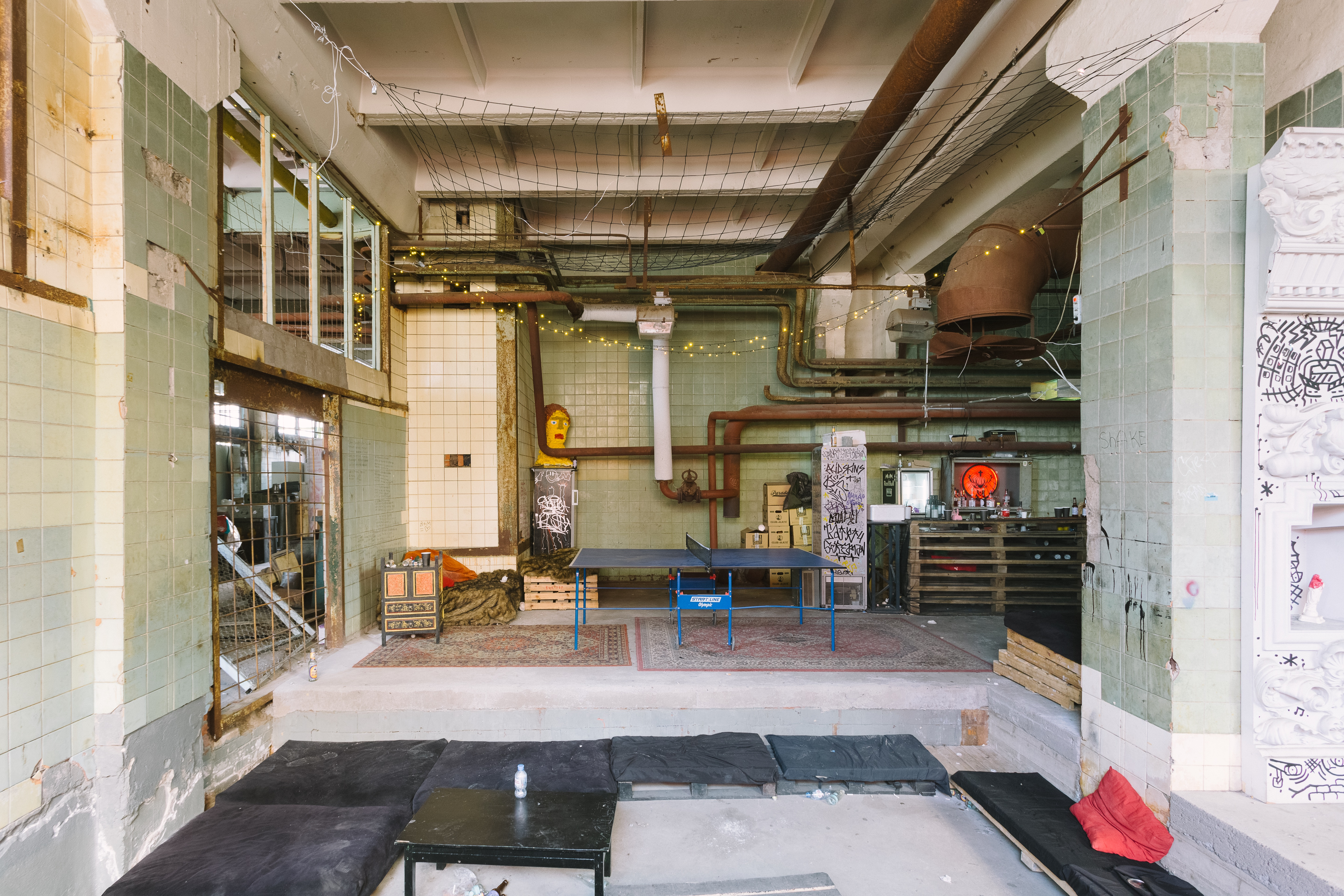
Интерьер одного из залов «Клуба». Май 2019

«Клуб» (альтернативные названия: Kisloty, «Кислоты», в честь альбома группы-резидента «Ночной проспект») — ночной клуб, а также культурное пространство и музыкальный лейбл в Санкт-Петербурге, работавший с 2017 по 2019 год. За полтора года существования Клуб стал всемирно известным феноменом и создал интерес к российской клубной сцене, удостоившись публикаций обзоров в таких журналах, как Dazed, Vice, Guardian и Resident Advisor, в которых его называли «самым диким клубом России» и центром альтернативной молодёжи, «формирующим российскую культуру». Британской новостной компанией Би-би-си также был снят сюжет о Клубе под названием Russian Raveolution. Располагался по адресу Боровая улица, 116, в здании бывшего вагоностроительного цеха Ленинградского Электротехнического Завода. Закрылся в мае 2019 года без официальных причин.

## Предыстория
Идея создания Клуба появилась в мае 2017 года. Сооснователи Александр Церетели, Юлия Сигарева и Илья Дуганов проводили нойз-мероприятия на сторонних площадках под эгидой «Hanged Man» («Повешенный»). Так как значительная часть выручки уходила на аренду чужих площадок, было принято решение об открытии собственного клуба. Исходя из публикаций в Telegram-канале Клуба, помещение на момент аренды было практически полностью разрушено, а на месте пола находились бассейны, содержащие различные кислоты. В качестве идеолога ещё на этапе строительства был приглашен солист группы «Ночной проспект» и видный деятель российской экспериментальной музыки, Алексей Борисов.